# Éditions Mir
Pour les articles homonymes, voir Mir.
 (mai 2017).
Si vous disposez d'ouvrages ou d'articles de référence ou si vous connaissez des sites web de qualité traitant du thème abordé ici, merci de compléter l'article en donnant les références utiles à sa vérifiabilité et en les liant à la section « Notes et références ».

Les Éditions Mir sont une maison d'édition russe créée sous l’ère soviétique. (du russe : Мир signifiant « paix » et « monde »)

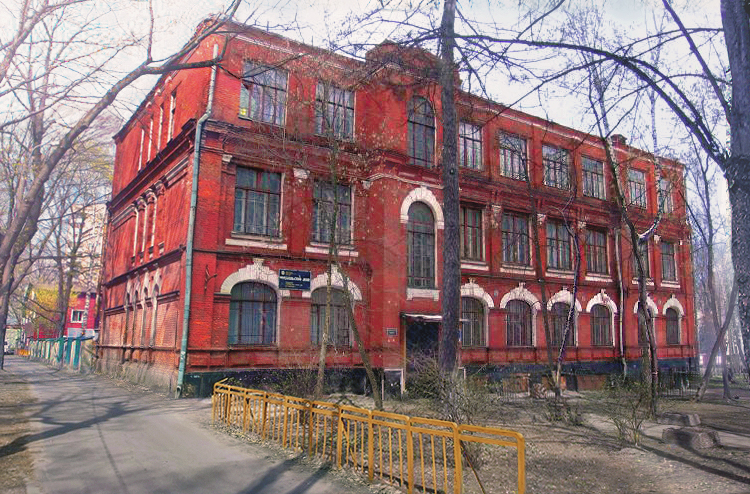
Siège des éditions Mir.

## Historique
Cette maison d’édition, fondée en 1946 par décision du Conseil des Commissaires du Peuple de l'URSS (dirigé par Joseph Staline) s’appela d'abord « Édition des langues étrangères ». Elle s’est consacrée d’emblée à la publication d’ouvrages scientifiques et techniques. En 1964 le Conseil des ministres de l’URSS, dirigé par Alexis Kossyguine, décida la réorganisation de l’établissement : rebaptisé « Éditions Mir », il prit ses quartiers dans l’immeuble 1-M de la rue Riga à Moscou. L’objectif officiellement poursuivi était formulé ainsi : « Donner à l’homme de science soviétique la possibilité de connaître les derniers progrès de la science mondiale, et faire connaître à ses collègues étrangers les avancées scientifiques en URSS. »
Mais le principal motif des dirigeants soviétiques était l'aide au développement (pour disposer de supports imprimés dans l'aide technique aux pays en voie de développement choisissant le « bloc communiste ») et la propagande (faire connaître les réalisations de la « science soviétique »). Encore aujourd'hui, il subsiste dans certains pays en voie de développement (Égypte, Syrie, Amérique Latine et Inde notamment) de grandes quantités de livres traduits sous l'ère soviétique. Conservés dans leurs cartons d'origine, ils étaient alors exportés à vil prix en grandes quantités et ont été entreposés.
Plusieurs générations d’hommes de science, de professeurs et d’étudiants disposaient ainsi de traductions de qualité des livres scientifiques occidentaux, pour lesquels il n’y avait rien d’analogue dans la Confédération. Mais la réputation de « MIR » dépassait les limites de l'édition scientifique : grâce à elle, des millions de citoyens purent rêver sur les romans de science-fiction de Simak, de Sheckley, d'Asimov, de Bradbury, autant de noms que Mir a fait découvrir au lecteur russe. Jusqu’au crépuscule de l'Union soviétique, Mir conserva le monopole de l'édition savante (technique et scientifique) dans la Confédération.

## Mir aujourd'hui
Malgré l'interruption des crédits d'état, la maison d'édition a survécu à la dissolution de l'Union Soviétique ; privatisée, son champ éditorial s'est énormément diversifié par agrégation d'autres anciennes sociétés d'édition de l'époque soviétique :  Kolos (Колос), Transport (Транспорт), Khimiya (Химия), Metallurgiya (Металлургия), Legprombitizdat (Легпромбытиздат), et Energoatomizdat (Энергоатомиздат). Depuis 2008, la société est en butte à d'innombrables difficultés financières, et a été menacée de banqueroute, mais le 2 juin 2009, la cour d'appel de Moscou a mis un terme au procès, considérant que tous les créanciers avaient été remboursés
.